# Conchotopoda grallatoria
Conchotopoda grallatoria is een rechtvleugelig insect uit de familie sabelsprinkhanen (Tettigoniidae). De wetenschappelijke naam van deze soort is voor het eerst geldig gepubliceerd in 1857 door Stål.
1. ↑  (en) Conchotopoda grallatoria op de IUCN Red List of Threatened Species.